# SN 2009cv
SN 2009cv – supernowa typu II odkryta 27 marca 2009 roku w galaktyce A114213+1038. W momencie odkrycia miała maksymalną jasność 20,30m.